# Dzień kolibra
Dzień kolibra – polski film familijny z 1983 roku.

## Opis fabuły
9-letni Sławek przeżywa ciężki okres. Jego pasją są latające modele, ale dopiero za dwa lata będzie mógł zostać członkiem pracowni modelarskiej. Rodzice nie mają dla niego czasu, bo pracują. Przed osamotnieniem ratuje go przyjaźń z Witkiem – sąsiadem. Pod jego wpływem dołącza do bandy chuliganów i schodzi na złą drogę. Tymczasem do kamienicy wprowadza się nowy lokator, pan Janicki – były lotnik i spadochroniarz, właściciel kolekcji modeli samolotów. Pod jego wpływem Sławek odłącza się od chuliganów. Janicki pomaga mu w pasji i razem budują model samolotu "Kolibra".

## Obsada
- Henryk Machalica - pan Janicki
- Sławomira Łozińska - Anna, matka Sławka
- Stefan Szmidt - ojciec Sławka
- Marcin Kołtuniak - Sławek
- Daniel Kozakiewicz - Witek
- Ryszard Kotys - dozorca
- Zdzisław Kozień - dyrektor szkoły
- Andrzej Mrozek - instruktor LOK-u
- Irena Szymkiewicz - żona dozorcy
- Paweł Królikowski - chuligan
- Marcin Kudełka - chuligan
- Małgorzata Łukasik - chuliganka
- Roman Solski - chuligan
- Piotr Śnieg - chuligan
- Andrzej Bielski - pilot na uroczystości nadania szkole imienia Żwirki i Wigury
- Hanna Bieniuszewicz - ciotka Sławka
- Michał Szewczyk - pracownik warsztatów

i inni